# Canada aux Jeux olympiques de 1908
L'équipe olympique du Canada participe aux Jeux olympiques d'été de 1908 à Londres. La délégation canadienne y remporte seize médailles : trois en or, trois en argent et dix en bronze, se situant à la septième place des nations au tableau des médailles. Elle regroupe 87 sportifs.

## Bilan global
| Sport      | Médaille d'or, Jeux olympiques | Médaille d'argent, Jeux olympiques | Médaille de bronze, Jeux olympiques | Total |
| Athlétisme | 2                              | 0                                  | 3                                   | 5     |
| Athlétisme | 1                              | 1                                  | 4                                   | 6     |
| Aviron     | 0                              | 0                                  | 3                                   | 3     |
| Crosse     | 1                              | 0                                  | 0                                   | 1     |
| Cyclisme   | 0                              | 0                                  | 1                                   | 1     |
| Lutte      | 0                              | 0                                  | 1                                   | 1     |
| Tir        | 1                              | 2                                  | 1                                   | 4     |
|            | 3                              | 3                                  | 10                                  | 16    |

## Liste des médaillés

### Médailles d'or
| Sport                        | Discipline         | Sportifs |
| Médailles d’or 3             |                    | |
| Athlétisme                   |                    | |
| 200 m                        | Bobby Kerr         | |
| Crosse                       | Equipe             | Patrick Brennan, John Broderick, George Campbell Angus Dillon, Frank Dixon, Richard Louis Duckett J. Fyon, Tommy Gorman, Ernest Hamilton Henry Hoobin, Albert Hara, Clarence McKerrow David McLeod, George Rennie, Alexander Turnbull |
| Tir                          |                    | |
| Fosse olympique (125 cibles) | Walter Henry Ewing | |

### Médailles d'argent
| Sport                                | Discipline                                                                                                 | Sportifs           |
| Médailles d’argent 3                 | |                    |
| Athlétisme                           | Triple saut                                                                                                | Garfield MacDonald |
| Tir                                  | |                    |
| Fosse olympique (125 cibles)         | George Beattie                                                                                             |                    |
| Tir aux pigeons d'argile par équipes | Walter Henry Ewing, David McMackon, George Beattie George L. Vivian, Arthur W. Westover, Mylie E. Fletcher |                    |

### Médailles de bronze
| Sport                         | Discipline | Sportifs         |
| Médailles de bronze 10        | |                  |
| Athlétisme                    | 100 m | Bobby Kerr       |
| Athlétisme                    | Saut en longueur | Calvin Bricker   |
| Athlétisme                    | Saut à la perche | Edward Archibald |
| Athlétisme                    | Lancer du marteau | Con Walsh        |
| Aviron                        | |                  |
| Deux en pointe sans barreur   | Fred P. Toms, Norman B. Jackes Barreur inconnu                                                                                                 |                  |
| Quatre en pointe avec barreur | Gordon Balfour, Becher Gale Charles Riddy, Geoffrey Taylor                                                                                     |                  |
| Huit en pointe avec barreur   | Irvine Robertson, Joseph Wright, Julius A. Thompson Walter Lewis, Gordon Balfour, Becher Gale Charles Riddy, Douglas Kertland, Geoffrey Taylor |                  |
| Cyclisme                      | |                  |
| Poursuite par équipes         | William Anderson Walter Andrews, Frederick McCarthy, William Morton                                                                            |                  |
| Lutte                         | |                  |
| Poids coqs                    | Aubert Côté |                  |
| Tir                           | |                  |
| Rifle par équipes             | Harry Kerr, William Smith, Charles Robert Crowe Bertram Williams, William Merrill Eastcott, Dugald McInnes                                     |                  |